# Hafis-Gedenkstein

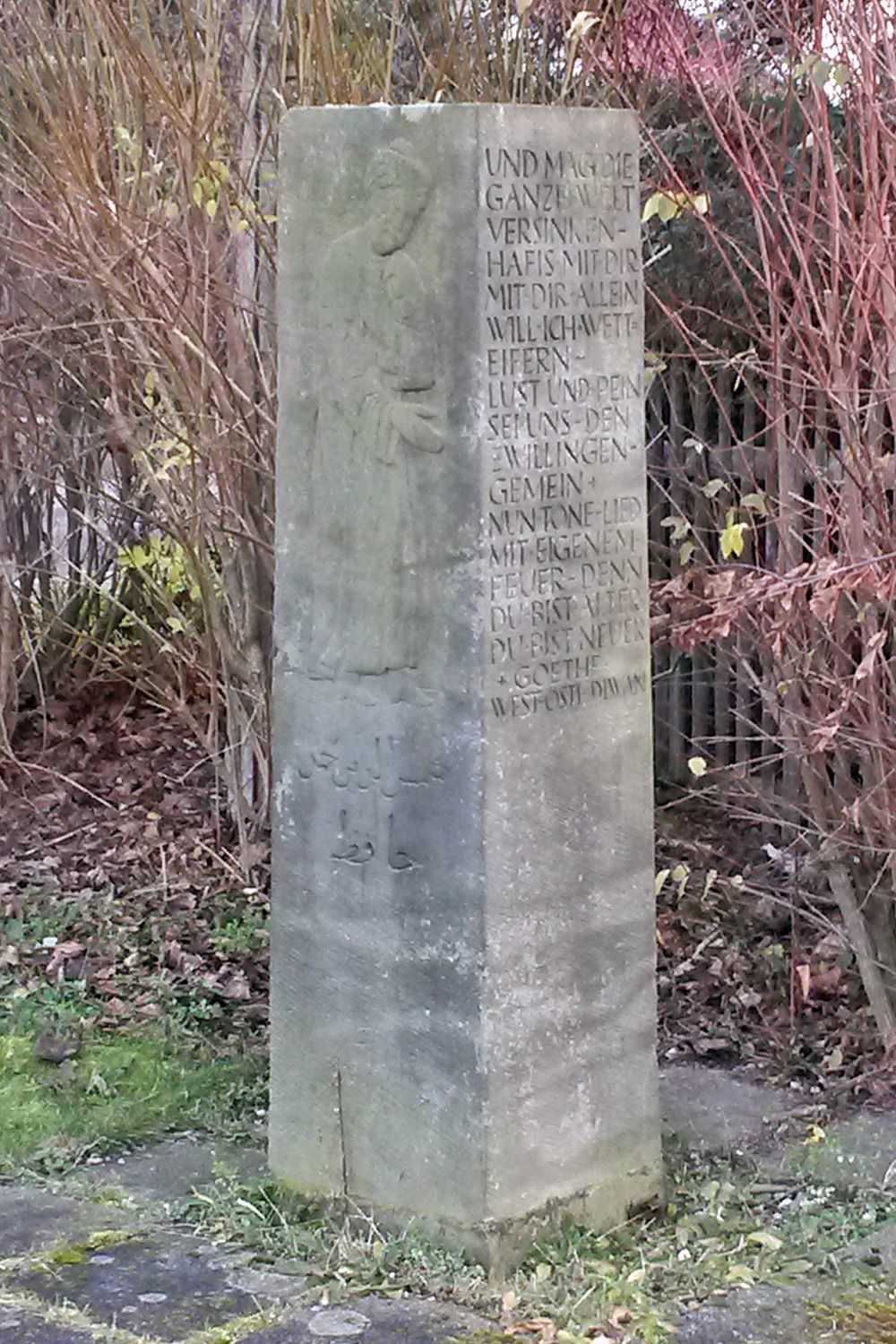
Der Hafis-Gedenkstein

Der Hafis-Gedenkstein in Leipzig erinnert an den persischen Dichter Hafis (um 1320 – um 1389), dessen Gedichtband Dīwān Goethe zu seinem West-östlichen Divan inspirierte. Das Denkmal wurde um 1972 vermutlich auf Veranlassung von in der DDR im Exil lebenden iranischen Bürgern errichtet und 1996 restauriert. Es steht unter Denkmalschutz.

## Lage
Der Stein befindet sich im Stadtteil Meusdorf vor dem Grundstück Höltystraße 37 an der Ecke Hafisweg. Dieser Weg trägt seit 1950 den Namen des Dichters, nachdem er zuvor Langenauweg geheißen hatte.

## Gestalt
Der Gedenkstein ist eine 1,60 m hohe quadratische Säule aus grauem Sandstein. Die Vorderseite zeigt ein Ganzfigurenrelief des Dichters und darunter seinen Namen in arabischer Schrift.
Die linke Seite ist beschriftet mit: HAFIS | BEINAME DES | PERSISCHEN | DICHTERS | SCHEMS ESDIN | MOHAMED – | ER LEBTE IM | 14. JAHRHDT. | IN SCHIRAS – | DIE SAMMLUNG | SEINER GEDICHTE | „DIWAN“ – 1812 | INS DEUTSCHE | ÜBERTRAGEN – | REGTE GOETHE | ZU SEINEM WEST- | ÖSTL. DIWAN AN
Auf der rechten Seite steht: UND MAG DIE | GANZE WELT | VERSINKEN – | HAFIS MIT DIR | MIT DIR ALLEIN | WILL ICH WETT= | EIFERN – | LUST UND PEIN | SEI UNS – DEN | ZWILLINGEN - | GEMEIN + | NUN TÖNE – LIED | MIT EIGNEM | FEUER – DENN | DU BIST ÄLTER - | DU BIST NEUER | + GOETHE | WEST-ÖSTL. DIWAN

## Varia
Seit 2000 gibt es in Weimar auf dem Beethovenplatz ein Goethe-Hafis-Denkmal. In Bonn gibt es seit 2001 den Goethe & Hafis Verlag.